# Hermann Krause (Mediziner)

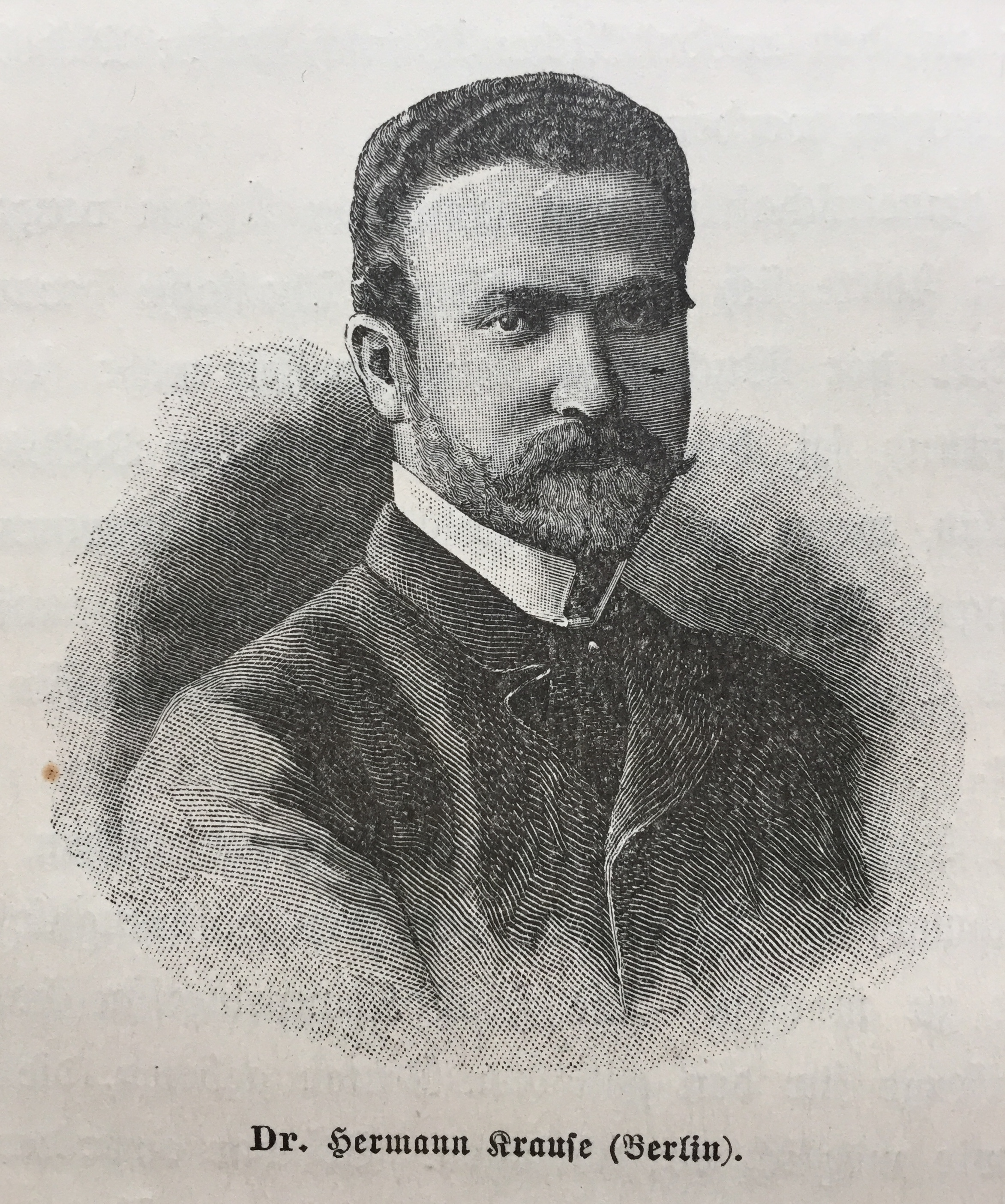
Hermann Krause (ca. 1888)

Hermann Krause (* 28. November 1848 in Schneidemühl; † 8. August 1921 in Bad Wildungen) war ein deutscher Mediziner und Kehlkopfspezialist.

## Leben
Krause studierte Medizin in Breslau und Berlin und wurde Mitglied der Corps Lusatia Breslau und Vandalia Berlin. 1872 wurde er in Berlin zum Dr. med. promoviert. Ab 1873 wirkte er dort als praktischer Arzt. 1880–1881 setzte er seine fachspezifische Ausbildung in Wien (unter Leopold Schrötter von Kristelli sowie Karl Stoerk) und in Berlin (unter Hermann Munk) fort. Ab 1885 betätigte er sich, habilitiert für Laryngologie, als Privatdozent für Laryngologie und Rhinologie an der Universität Berlin. Von 1887 bis 1888 war er als Spezialist an der Behandlung der Kehlkopfkrebserkrankung von Kaiser Friedrich III. beteiligt. 1888 wurde er zum Professor ernannt. Er war Mitglied und korrespondierendes Mitglied verschiedener inländischer und ausländischer wissenschaftlicher Gesellschaften. 1895 ging er in den Ruhestand.
Seine letzte Ruhestätte fand er auf dem Südwestkirchhof Stahnsdorf.

## Schriften (Auswahl)
- Ueber submucöse phlegmonös-eitrige Magenentzündung. Berlin 1872 (Dissertation).
- Ueber die Heilbarkeit und Therapie der Larynxphthise. Berlin 1887 (mit Moritz Schmidt und Theodor Herzig).
- Die Erkrankungen der Singstimme, ihre Ursachen und Behandlung. Berlin 1898.
- Die Erkrankungen der Seitenstränge, ihre Ursachen und Behandlung. Berlin 1898.